# لی سون بین
لی جین کیونگ (کره‌ای: 이진경، زادهٔ ۷ ژانویه ۱۹۹۴)، که به‌طور حرفه‌ای با نام لی سون بین (کره‌ای: 이선빈) شناخته می‌شود، بازیگر و خواننده اهل کره جنوبی است. او بیشتر به خاطر بازی در تیم ۳۸، نه گمشده و ذهن‌های جنایتکار شناخته شده‌است. او عضو سابق گروه دخترانهٔ کره جنوبی، «جی‌کیوتی» بوده‌است.

## فیلم‌شناسی

### فیلم
| سال  | عنوان                      | نقش                | منبع  |
| ---- | -------------------------- | ------------------ | ----- |
| ۲۰۱۶ | خانواده                    | معشوقهٔ جی هون      | [ ۲ ] |
| ۲۰۱۸ | شاهزاده خانم و دلال ازدواج | شاهدخت ۱           |       |
| ۲۰۱۸ | شایع                       | دوک-هی             |       |
| ۲۰۲۰ | من و من                    | چو هی              | [ ۳ ] |
| ۲۰۲۰ | چشم! مادام                 | گی یون / آن سه را  |       |
| ۲۰۲۱ | مأموریت: ممکن              | یی لینگ / یو دا هی |       |
| ن/م  | باکتری                     | هان یونگ جو        | [ ۴ ] |

### مجموعه تلویزیونی
| سال  | عنوان                                         | شبکه     | نقش                      | توضیحات                     | منبع   |
| ---- | --------------------------------------------- | -------- | ------------------------ | --------------------------- | ------ |
| ۲۰۱۵ | Saint Wang Xizhi (zh)                         | —        | جینزی                    | مجموعه چینی                 |        |
| ۲۰۱۶ | مادام آنتوان                                  | جی‌تی‌بی‌سی | لی ما ری                 |                             |        |
| ۲۰۱۶ | سرگرم‌کننده                                    | اس‌بی‌اس   |                          | حضور افتخاری (قسمت ۴)       | [ ۵ ]  |
| ۲۰۱۶ | خانم اوه دیگر                                 | تی‌وی‌ان   | دوست‌دختر دوشنبهٔ جین سانگ | حضور افتخاری                | [ ۶ ]  |
| ۲۰۱۶ | واحد ۳۸                                       | اوسی‌ان   | جو می جو                 |                             |        |
| ۲۰۱۶ | همراهان                                       | تی‌وی‌ان   | خودش                     | حضور افتخاری (قسمت ۱۳)      | [ ۷ ]  |
| ۲۰۱۷ | نه گمشده                                      | ام‌بی‌سی   | ها جی آه                 |                             |        |
| ۲۰۱۷ | ذهن‌های جنایتکار                               | تی‌وی‌ان   | یو مین یونگ              |                             |        |
| ۲۰۱۸ | طرح                                           | جی‌تی‌بی‌سی | یو شی هیون               |                             |        |
| ۲۰۱۸ | دراما استیج: دراماتیک شدن از قبل شروع شده بود | تی‌وی‌ان   | هونگ هی سو               |                             |        |
| ۲۰۱۹ | نمایش بزرگ                                    | تی‌وی‌ان   | جونگ سو هیون             |                             |        |
| ۲۰۲۰ | تیم بولداگ: تحقیق خارج از وظیفه               | اوسی‌ان   | کانگ مو یونگ             |                             | [ ۸ ]  |
| ۲۰۲۰ | شکارچیان شگفت‌انگیز                            | اوسی‌ان   | هو هی یونگ               | حضور افتخاری (قسمت ۱ و ۳)   | [ ۹ ]  |
| ۲۰۲۱ | جیریسان                                       | اوسی‌ان   | کانگ سونگ آه             | حضور افتخاری (قسمت ۱۵ و ۱۶) | [ ۱۰ ] |
| ۲۰۲۳ | آیدل بهشتی                                    | اوسی‌ان   | مربی بازیگری             | حضور افتخاری (قسمت ۵)       | [ ۱۱ ] |

### مجموعه اینترنتی
| سال  | عنوان              | شبکه   | نقش      | منبع          |
| ---- | ------------------ | ------ | -------- | ------------- |
| ۲۰۲۱ | Drinker City Women | تیوینگ | آن سو هی | [ ۱۲ ] [ ۱۳ ] |

### برنامه تلویزیونی
| سال  | عنوان                  | شبکه   | نقش          | توضیحات      | منبع   |
| ---- | ---------------------- | ------ | ------------ | ------------ | ------ |
| ۲۰۱۶ | قانون جنگل در مغولستان | اس‌بی‌اس | عضو بازیگران | قسمت ۲۲۹–۲۳۳ | [ ۱۴ ] |
| ۲۰۱۶ | میتونم صدات رو ببینم   | ام‌نت   | شرکت کننده   |              | [ ۱۵ ] |
| ۲۰۲۱ | وایلد آیدل             | ام‌بی‌سی | عضو هیئت     |              | [ ۱۶ ] |

### حضور در موزیک ویدئو
| سال  | عنوان آهنگ                                                                                | هنرمند        | منبع   |
| ---- | ----------------------------------------------------------------------------------------- | ------------- | ------ |
| ۲۰۱۳ | «خداحافظ ۲۰»(Goodbye 20)                                                                  | لیم کیم       | [ ۱۷ ] |
| ۲۰۱۴ | «تقریباً»(Almost؛ 하마터면)                                                                | امی           |        |
| ۲۰۱۴ | «نابیا»(Nabiya؛ 나비야)                                                                   | وو-تان        |        |
| ۲۰۱۴ | «سه تا چیزی که می خوام بهت بدم»(Three Things I Want To Give You؛ 너에게 주고 싶은 세가지) | کروشال استار  |        |
| ۲۰۱۵ | «عذر خواهی»(Apology؛ 지못미)                                                              | آیکون         | [ ۱۸ ] |
| ۲۰۱۶ | «من نمی‌خواهم»(I Don't Want؛ 바라지 않아)                                                  | جونگ کی       | [ ۱۹ ] |
| ۲۰۱۶ | «گانگستر ویژوال»(Visual Gangster؛ 널 너무 사랑해서)                                       | ام‌سی مونگ     | [ ۲۰ ] |
| ۲۰۱۸ | «چو شیم»(Cho Shim؛ 초심)                                                                  | کیها و چهره‌ها | [ ۲۱ ] |